# Malice (película)
Malice (en España, Malicia; en Hispanoamérica, Daños corporales) es una película estadounidense de 1993 dirigida por Harold Becker y con Nicole Kidman, Alec Baldwin y Bill Pullman como actores principales.
La película trata de un matrimonio formado por Andy (Bill Pullman), vicedecano de alumnos de un Instituto, y Tracy (Nicole Kidman), voluntaria en una guardería, que viven en una mansión victoriana, en cuyas vidas se cruza Jed (Alec Baldwin), un médico nuevo en la ciudad, que acaba alquilándoles el piso superior de la mansión. Una noche se comete una agresión a una joven a la que siguen otras agresiones y asesinatos a chicas que tienen en común ser alumnas del instituto donde trabaja Andy, que se convertirá en el principal sospechoso.

## Argumento
En una ciudad universitaria de Massachusetts, Estados Unidos, los recién casados Andy y Tracy Safian están teniendo relaciones sexuales cuando notan que el joven de al lado está en su ventana, aparentemente mirándolos.
Andy es decano asociado en una universidad para mujeres. Cuando una estudiante en el campus es herida por un violador en serie, el Dr. Jed Hill, un cirujano recién llegado al hospital local, la opera y le salva la vida. Al conocer a Jed, Andy se da cuenta de que asistieron juntos a la escuela secundaria. Jed, está buscando un apartamento, y para poder pagar por nuevas tuberías en su casa victoriana, Andy invita a Jed a alquilar el tercer piso.
Andy encuentra el cuerpo de uno de sus alumnas, asesinada por el violador. Al interrogar a Andy como posible sospechoso, la detective de policía Dana Harris solicita una muestra de semen. Al salir de la estación, Andy se entera de que Tracy fue hospitalizada por un dolor abdominal severo y que Jed la está operando. Mientras le extirpa uno de los ovarios, roto debido a un quiste, Jed descubre que Tracy está embarazada, pero la cirugía provoca que el feto aborte. Otro médico nota que el otro ovario de Tracy está torcido y parece necrótico. Jed le aconseja a Andy que acepte la extirpación del segundo ovario de Tracy, para evitar arriesgar su vida. Andy acepta dolorosamente, ya que Tracy quedará infértil. A pesar de las protestas de otros médicos de que el otro ovario aún podría estar sano, Jed lo extrae. Después de la extirpación, el ovario se encuentra sano. Culpando a Andy por su consentimiento y la resultante infertilidad, Tracy le deja y demanda a Jed por negligencia.
Durante una declaración en la que se acusa a Jed de tener un complejo de Dios, Jed se declara irreprochable como cirujano y afirma: "Yo soy Dios", debido a su capacidad para curar pacientes, antes de salir furioso. El abogado de Tracy revela que Jed estaba bebiendo la noche de la operación. Temerosos de la publicidad negativa de un juicio civil, el hospital y la compañía de seguros de Jed llegan a un acuerdo con Tracy por $20 millones.
Andy descubre que el violador es Earl, un personal de mantenimiento de la universidad. Después de una lucha, Andy somete a Earl, quien es arrestado. Posteriormente, Dana le informa a Andy que su muestra de semen indica que es estéril, por lo que no era el padre del hijo abortado de Tracy. Cuando Andy acusa al abogado de Tracy, Dennis Riley, de haber dejado embarazada a Tracy, Riley afirma su inocencia, pero se niega a romper el privilegio abogado-cliente. Riley sugiere, sin embargo, que la madre de Tracy, que supuestamente murió 12 años antes, puede responder sus preguntas. Riley le aconseja a Andy que la lleve una botella de whisky escocés.
Andy busca a la madre de Tracy, una alcohólica resentida que revela que Tracy es una estafadora de toda la vida y declara que Andy es un blanco fácil. Anteriormente, Tracy tuvo una aventura con un hombre rico, quien le pagó para que abortara. Tracy comenzó su carrera como estafadora quedándose con el dinero y haciéndose el aborto en una clínica gratuita. Después, Tracy se lió con un “Dr. Lilienfield”. Siguiendo estas pistas, Andy descubre que "Lilienfield" es Jed y que él y Tracy le seleccionaron y manipularon para que Jed pudiera mudarse a la casa. Jed inyectaba a Tracy con pergonal, que causa quistes ováricos en sobredosis. Al enfrentarse a Tracy, Andy exige la mitad del dinero del acuerdo. De manera intencionada, él le dice que su testamento dirige a la policía a su vecino de al lado, un niño de 10 años, como testigo de sus crímenes y los de Jed.
Tracy le pide a Jed matar al niño, pero Jed se niega a asesinar por ella y le dice a Tracy que le dé a Andy lo que quiere para que puedan salir del país. Durante una pelea, Jed culpa a la avaricia de Tracy al quedar embarazada para aumentar el acuerdo por exponer la infertilidad de Andy, y Tracy mata a Jed. Luego Tracy se cuela en la casa del vecino e intenta asfixiar al niño, sólo para encontrar un muñeco en su lugar. Enfurecida, Tracy ataca a Andy después de que él se presenta. Luchando, caen por una escalera desde el segundo piso, pero sobreviven. Dana aparece y arresta a Tracy, revelando que la capacidad del niño para testificar contra ella fue parte de una operación encubierta para atraparla en el acto de intento de asesinato.
Mientras Tracy es llevada esposada a una patrulla policial, el niño y su madre regresan a casa y Tracy se da cuenta de que el niño es ciego. Andy se va con Dana a tomar un trago de whisky.

## Reparto
- Nicole Kidman - Tracy Kennsinger
- Alec Baldwin - Doctor Jed Hill
- Bill Pullman - Andy Safian
- Bebe Neuwirth - Inspectora Dana Harris
- Gwyneth Paltrow - Paula Bell
- George C. Scott - Doctor Martin Kessler
- Anne Bancroft - Señora Kennsinger
- Peter Gallagher - Dennis Riley
- Josef Sommer - Lester Adams
- Tobin Bell - Earl Leemus
- Duff-Griffin - Doctor George Sullivan
- Debrah Farentino - Tanya
- David Bowe - Doctor Matthew Robertson

## Recepción
La película tuvo un considerable éxito taquillero.

## Premios
Su director (Harold Becker) se llevó por esta película el Premio del Público y el Premio al Mejor Director del Festival de Cine Policíaco de Cognac (Francia) en 1994.